# 戰略陰謀3
《戰略陰謀3》（英語：Sniper 3）是一部2004年美國動作片，由P·J·皮斯執導，湯姆·貝林傑、文峰、丹尼斯·艾恩特和約翰·多曼主演。劇情敘述年邁的美軍狙擊手湯瑪士·貝克（Thomas Beckett）這回被国家安全局要求前往越南去暗殺一名美方叛徒，但對方竟是貝克在越戰期間的救命恩人，且貝克還察覺自己已遭到国家安全局暗算，而使自身陷入危機之中。
該片為2002年電影《戰略陰謀2》的續集和《戰略陰謀》系列電影的第三部作品，於2004年9月8日在美國以DVD首映的方式發行。

## 劇情
美国国家安全局官員威廉·艾利派遣年邁的狙擊手湯瑪士·貝克進行秘密行動，以暗殺在越南為伊斯蘭祈禱團效命的美軍叛徒保羅·芬尼根。芬尼根曾在越戰期間救了貝克一命，這使貝克感到兩難，並在沒有觀測員的情況下獨自接下了任務。
在暗殺芬尼根失手後，遭越南警方短暫逮捕後，他發現芬尼根已陷入了瘋狂且自己遭到了国家安全局的背叛。這使他與國家安全局招募的越南警探關合作，並利用他的軍事訓練來找出芬尼根。直到一處叢林中，貝克和關潛入地下隧道中，並發現芬尼根領導著大批武裝越南年輕人。關在擊倒與自己對決的敵人後遭到芬尼根逮住，還躲到了關的後方，迫使在高處的貝克一槍送走兩條人命。芬尼根透露，包括艾利和一名現任參議員在內，他於越戰期間發生了拍攝性愛影片的醜聞，這使艾利兩人企圖殺死自己及其相關人士。
貝克對關旁邊的一名男子的手背關節開槍，使那名男子手上的手槍指向芬尼根，並藉此觸動扳機而槍殺了後者。武裝越南年輕人們將關視為他們新的王，而貝克則和關告別的兩天後，到柬埔寨邊界搭乘丹·麥肯納上校派來的直昇機回國。事後，身陷越戰醜聞的參議員在未與外界說明原因的情況下宣布辭職，而艾利則為此自殺。

## 演員
- 湯姆·貝林傑飾演湯瑪士·貝克特等槍砲士官長（英语：Master gunnery sergeant）
- 文峰飾演關（Quan）
- 丹尼斯·艾恩特（英语：Denis Arndt）飾演威廉·艾利（William Avery）
- 約翰·多曼（英语：John Doman）飾演保羅·芬尼根（Paul Finnegan）
- 珍妮塔·艾爾奈特（英语：Jeannetta Arnette）飾演希德妮（Sydney）
- 多姆·海特拉库（英语：Dom Hetrakul）飾演周（Chu）

## 外部連結
- 互联网电影数据库（IMDb）上《戰略陰謀3》的资料（英文）
- TCM电影资料库上《戰略陰謀3》的资料（英文）